# Bataille de Rhodes (1943)
Pour les articles homonymes, voir Bataille de Rhodes.
Campagnes des Balkans et de la Méditerranée de la Seconde Guerre mondiale
Batailles
1940
- Vado
- Siège de Malte
- Club Run
- Convoi Espero
- Mers el-Kébir
- Punta Stilo
- Cap Spada
- Hurry
- Cap Passero
- MB.8
- Tarente
- Détroit d'Otrante
- White
- Cap Teulada

1941
- Excess
- Convoi AN 14
- Grog
- Abstention
- Baie de La Sude
- Cap Matapan
- Îles Kerkennah
- Crète
- Galite
- Substance
- Halberd
- Convoi Duisburg
- Cap Bon
- Syrte (1941)
- Rade d'Alexandrie

1942
- Syrte (1942)
- Calendar
- Bowery
- Albumen
- Harpoon
- Vigorous
- Pedestal
- Agreement
- Torch
- Stoneage
- Sabordage de la flotte française à Toulon
- Portcullis
- Banc de Skerki
- Olterra (navire auxiliaire)
- Raid sur Alger

1943
- Zouara
- Convoi de Cigno
- Convoi de Campobasso
- Corkscrew
- Husky
- Gela
- Scylla
- Pietracorbara
- Dodécanèse
  - Rhodes
  - Leros
  - Kos
- Convoi KMF-25A

1944
- Ist
- Raid sur Santorin
- Raid sur Symi
- Port-Cros
- La Ciotat
- Île de Pag

1945
Mer Ligure
- Convois alliés
  - convois de Malte
- Campagne des U-boote
- Campagne adriatique

La bataille de Rhodes est un affrontement de la campagne du Dodécanèse en septembre 1943 ayant opposé les forces italiennes et allemandes pour le contrôle de l'île grecque de Rhodes, dans les îles du Dodécanèse, alors détenues par les Italiens dans la mer Égée.

## Contexte
Au moment de l'annonce de l'armistice de Cassibile, le 8 septembre 1943, l'amiral Inigo Campioni est gouverneur du Dodécanèse italien, des Cyclades et des Sporades du Nord ; siégeant à Rhodes. Le commandant militaire des forces italiennes dans ces archipels est le contre-amiral Carlo Daviso di Charvensod (en).
En l'absence d'ordres des hauts commandements et du manque d'informations sur la situation générale des forces armées italiennes, le haut commandement des forces armées italiennes en mer Égée (Egeomil), dont le quartier général est à Rhodes, doit trancher entrer choisir entre continuer à combattre aux côtés des forces allemandes ou rester fidèle à Victor-Emmanuel III. Comme beaucoup d'autres commandements, les commandements italiens en mer Égée décident de considérer les Allemands comme des ennemis, conduisant ainsi à l'invasion allemande des îles.

## Dispositions italienne face à une attaque imminente
L'annonce de l'armistice surprend complètement les dirigeants et les soldats italiens à Rhodes ; le mémorandum contenant les instructions du commandement suprême italien à Egeomil devait être envoyé par avion, mais le mauvais temps l'avait empêché et le messager était toujours à Pescara le 9 septembre.
Dans la soirée du 8 septembre, Campioni demande au général Forgiero de contacter Ulrich Kleemann pour l'exhorter à ne pas donner d'ordres pouvant provoquer des réactions italiennes, celui-ci réagit calmement, déclarant coopérer. Vers 20 h 30, peu après l'arrivée de la nouvelle de l'armistice, Campioni tient une réunion au Palais du Grand Maître ; cependant, ne disposant d'aucun ordre précis sur la façon d'agir, aucune décision n'est prise. Le lieutenant-colonel Marcello Fossetta, responsable de la base aérienne de Maritsa, informe le commandement que les troupes allemandes gardant l'aéroport sont rassemblées sans armes et regardent un film. Bien qu'une attaque soudaine serait facile à mener, il ne reçoit aucun ordre d'attaque, sur la base des promesses précédentes de Kleeman. Campioni ne dispose que de la proclamation de Badoglio, qui avait été diffusée dans les autres îles du Dodécanèse, mettant en évidence la dernière phrase, qui ordonnait aux forces italiennes de réagir « à d'éventuelles attaques de toute autre source [que les Alliés] ».
L'amiral Daviso donne des ordres différents : tous les navires en mer doivent se diriger vers Leros, à l'exception du MAS et des vedettes lance-torpilles, qui doivent rester à Rhodes ; tous les navires de l'île reçoivent l'ordre d'être prêts à se déplacer à court préavis (sauf la canonnière Caboto, immobilisé à la suite d'une panne de moteur). Les batteries côtières sont alertées, la garde du commandement naval de Rhodes est renforcée et la force de débarquement navale est préparée ; les commandements navals de Syros, Leros et Astypalée sont informés de la situation. Toute action agressive des forces allemandes doit être combattue par les armes. Ces instructions s'avéreront plus tard conformes aux directives émises par la Supermarina (l'état-major de la marine italienne) le 9 septembre. À minuit, Kleeman, désormais bouleversé, demande à Forgiero la permission de déplacer librement ses forces afin de pouvoir s'opposer rapidement à un éventuel débarquement britannique, mais reçoit un refus catégorique.

## La bataille

### 9 septembre
Au cours de la nuit, Campioni et Kleemann ont une vive dispute sur la disposition des troupes allemandes sur l'île. Selon certains (il n'y a pas de consensus sur ce qui a été décidé), il est convenu que la division Rhodes doit prendre position près de Campochiaro, tandis que les troupes allemandes sur les bases aériennes doivent rester en dehors de leurs périmètres, et tout mouvement de troupes allemandes nécessite l'autorisation du commandement italien. Selon d'autres, il est décidé que les Allemands doivent rester à l'intérieur des bases aériennes et aucun désarmement ne sera effectué si aucune unité italienne ne quitte Rhodes.
Pendant ce temps, un avion britannique au-dessus de Rhodes largue des milliers de tracts signés par le général Henry Maitland Wilson, chef du Commandement du Moyen-Orient, ordonnant aux Italiens de prendre le contrôle des positions allemandes et de déplacer leurs navires et avions vers les bases britanniques ; Campioni, cependant, n'obtempère pas, estimant l'origine des tracts douteux.
À 09 h 00, un officier allemand se rend au port de Rhodes (que les Italiens ont fermé) et demande à l'occuper. Il essuie un refus du commandant du port, le capitaine Francesco Bagnus. Le capitaine du vapeur allemand Taganrog, chargé de munitions et amarré dans le port, demande l'autorisation de décharger et de quitter l'île. L'amiral Daviso refuse l'autorisation et poste des sentinelles pour garder le navire. Après plusieurs minutes, cependant, le port est ouvert, et les Allemands déchargent les caisses contenant les munitions.
Les premières attaques allemandes débutent vers midi, provoquant une riposte des Italiens. Une action rapide contre la division Regina conduit à la capture du général Scaroina, qui ordonne à ses hommes de se rendre. Le commandement militaire de Rhodes est sur les événements et Forgiero reçoit l'ordre de se déplacer vers la ville de Rhodes pour éviter la capture complète de son commandement. Certains véhicules de son escorte sont interceptés par les forces allemandes et Forgiero n'atteint la ville que vers 15 h 00, une demi-heure après la prise de la base aérienne de Maritsa par les Allemands. Daviso propose de déployer le destroyer Euro, ancré à Leros, pour bombarder la base aérienne avec ses canons, mais la suggestion est rejetée ; le général Briganti obtient cependant de Campioni l'autorisation d'utiliser l'artillerie. Ces tirs détruisent les chars allemands occupant l'aéroport, tout en touchant les avions italiens s'y trouvant encore. Lorsque le bruit des bombardements se fait entendre dans le port, le capitaine Bagnus ordonne la capture du Taganrog. Le navire dispose d'un équipage mixte grec et allemand ; les Grecs sont libérés, tandis que les Allemands sont faits prisonniers et amenés en ville. Un nouvel équipage italien est placé à bord du navire, appareillant le lendemain pour Symi.
La batterie Bianco inflige des pertes aux véhicules allemands sur la base aérienne de Maritsa, mais est à son tour gravement endommagée et doit être abandonnée. La batterie Dandolo est encerclée et se défend pendant une courte période, après quoi son personnel est fait prisonnier. Les artilleurs se libèrent cependant dans l'après-midi du 10 septembre.

### 10 septembre
Dans la nuit du 9 au 10 septembre, les majors britanniques Julian Dolbey (qui parle italien et sert d'interprète) et George Jellicoe et un sergent muni d'une radio portative sont parachutés sur Rhodes ; ils sont amenés au Palais du Grand Maître, où ils rencontrent Campioni. D'après lui, il faut au moins une semaine avant que des renforts britanniques n'arrivent. Campioni suggère des frappes aériennes et des débarquements dans la partie sud de l'île pour détourner l'attention des Allemands de la ville de Rhodes, mais Dolbey répond qu'il n'y a aucun moyens suffisants pour répondre à ces demandes. À 13 h 00, Dolbey, qui a été blessé lors de l'atterrissage avec son parachute, reçoit une lettre de Campioni à Wilson demandant de l'aide, et est évacué vers Symi sur un bateau lance-torpilles.
Tôt le matin du 10 septembre, une formation motorisée allemande se déplace vers Maritsa, bien que son avance sera ralentie par les tirs d'artillerie du mont Paradiso et du mont Fileremo, où des unités isolées de l'armée italienne demeurent en action. À 09 h 00, un avion allemand largue des tracts offrant un passage sûr vers l'Italie en échange d'une reddition. Une heure plus tard, le destroyer Euro arrive avec 200 renforts de Kos. Comme des unités de l'intérieur de l'île renforcent déjà la garnison de la ville de Rhodes, l'Euro est renvoyé à Kos avec ses hommes. Dans l'après-midi, la batterie Maritsa, qui fait feu sur les chars occupant la base aérienne de Maritsa, fait face à quelques canons AA de 88 mm allemands. Avec l'aide de la batterie Melchiori et quelques mortiers, l'artillerie italienne fait taire les canons allemands, infligeant de lourdes pertes et perdant six hommes.
Dans la soirée, les troupes allemandes capturent les positions sur le mont Paradiso et le mont Fileremo, et plus tard, d'autres positions sont prises. À 19 h 45, Jellicoe et le sergent britannique, ainsi que le colonel italien Fanizza et un major italien, sont envoyés à Kastelorizo, où ils doivent discuter de la situation et de l'envoi de renforts à Rhodes.
Au cours de la nuit, Campioni est informé de la reddition des forces italiennes en Grèce et en Crète, ce qui affaiblira encore plus sa position.

### 11 septembre
À 07 h 00, les frappes aériennes allemandes endommagent la batterie Majorana et mettent la station radio de la Marine hors d'état. Un colonel britannique arrive et rencontre immédiatement Campioni, qui demande une fois de plus des actions de diversion et des chasseurs pour s'opposer à la Luftwaffe. Le colonel demande s'il croit à une attaque allemande imminente sur la ville de Rhodes et combien de temps la garnison italienne serait capable de résister ; avant d'être raccompagné au port et envoyé à Kastelorizo. Peu de temps après, à 08 h 00, un officier de la division Regina, escorté par un officier allemand de la division Rhodes, arrive avec un message du général Scaroina, demandant la fin des combats dans la partie sud de l'île. Campioni répond que la bataille continuerait, en attendant une réunion avec Kleemann. À 10 h 30, deux autres officiers allemands informent le commandement italien des conditions de reddition dictées par l'OKW : la cessation des hostilités dans toute l'île, la libération des prisonniers allemands et la reddition inconditionnelle des forces italiennes. L'un des officiers allemands ajoute que les conditions finales doivent être convenues avec Kleemann. Campioni a une demi-heure pour se décider, et sans réponse émise de sa part, la ville de Rhodes sera bombardée.
Campioni fait le point avec son personnel ; aucun renfort britannique ne devant arriver bientôt, la situation militaire demeure critique. Bien que les unités de l'armée continuent à résister et que la ville et le port sont toujours aux mains des Italiens, seules quatre batteries d'artillerie (la batterie Majorana et trois unités antiaériennes) restent en action, et un bombardement allemand de la ville fera certainement de nombreuses victimes civiles. Il décide alors de négocier une capitulation.
Pendant ce temps, de faux rapports circulent selon lesquels des chars allemands entrent dans la ville, de sorte que certains navires quittent le port de leur propre initiative et sont suivis par d'autres, croyant exécuter des ordres qui ne pouvaient pas être reçus. L'amiral Daviso leur ordonna plus tard de naviguer pour Leros (selon d'autres, ils reçurent l'ordre de quitter Rhodes par Campioni ou par le lieutenant-commandant Corradini).
À 15 h 30, Campioni, Forgiero et Daviso rencontrent Kleemann près de la ville. Selon les négociations, Campioni conserve son poste de gouverneur ; les unités italiennes ne sont pas dissoutes, mais seulement désarmées, à l'exception des officiers, autorisés à conserver leurs armes. Le commandement allemand reste en dehors de la ville de Rhodes et aucune unité allemande n'y pénétrera, sauf conditions spécifiques. Les Italiens détruisent des livres de codes et documents secrets, mais gardent une station de radio secrète dans une ferme ; le gouvernement italien de Brindisi est informé.
Les troupes italiennes réagissent avec colère et incrédulité à la nouvelle de la capitulation, car dans certaines régions, elles parviennent à contenir les attaques allemandes, pensant que celles-ci manqueront à terme de carburant et de munitions. Certains soldats auraient supposé que les nouvelles faisaient référence à une capitulation allemande, tel était leur avantage apparent sur l'ennemi. Certaines unités allemandes avaient été contraintes de se rendre pendant la bataille et avaient été emprisonnées dans les casernes italiennes ; ils étaient maintenant libérés et prendront leurs armes, à la grande indignation des soldats italiens qui avaient combattu contre eux. Beaucoup ont manifesté leur mécontentement, estimant que Rhodes avait été « vendu » ou que leurs commandants étaient « devenus fous », accusant Campioni d'être pro-allemand et brisant la crosse de leurs fusils avant de les jeter en tas.

## Conséquences
La capitulation italienne confronte les Allemands au problème de savoir comment gérer un si grand nombre de prisonniers, sans navires disponibles pour leur évacuation immédiate. Les contingents de la Marine et de l'Air sont désarmés en premier, car ils sont fermement déterminés à ne pas coopérer et donc potentiellement plus dangereux que l'Armée de terre, dont certains officiers montrent des signes d'amitié envers les Allemands. Kleemann demande à Campioni d'ordonner à la garnison de Karpathos de se rendre, menaçant de bombarder l'île autrement ; cependant, lorsqu'il lui ordonne de donner les mêmes ordres à Kos et Leros, le leader italien refuse cette requête. Les Allemands s’installeront ensuite au sein du commandement italien et les officiers italiens, Campioni inclus, seront évacués.
Au cours de cette période, de nombreux Italiens tentent de fuir par la mer pour échapper à la captivité, mais souvent les fugitifs meurent en mer ou sont découverts par les Allemands. Certains réussissent cependant et parviennent à atteindre Kos et Leros. La garnison d'Alimia, commandée par le sous-lieutenant Cinicola, reçoit l'ordre de se rendre par un général italien, mais refuse ; Cinicola rassemble ses hommes et un certain nombre de soldats dispersés ayant atteint la petite île, et se déplacent vers Leros avec leurs armes, munitions et provisions.
Le 19 septembre 1943, entre 1 584 et 1 835 prisonniers italiens, tous membres du personnel de la marine et de l'armée de l'air, sont rassemblés sur le navire à moteur italien capturé Gaetano Donizetti, qui rejoindra la Grèce continentale. Pendant le voyage, le navire est intercepté et coulé avec corps et biens par le HMS Eclipse, ignorant sa cargaison humaine. Le 12 février 1944, le vieux vapeur Oria, bondé de plus de 4 000 prisonniers venus de Rhodes, s'échoue lors d'une tempête et coule au large du cap Sounion ; seulement 21 prisonniers sont sauvés, tandis qu'au moins 4 062 personnes meurent dans le naufrage.
Certains soldats reçoivent des vêtements civils de leurs officiers, pour éviter d'être capturés, et se mélangent à la population locale. Un petit nombre adhère à la cause allemande ou à la République sociale italienne (RSI). Au total, environ 1 580 soldats italiens réussissent à s'échapper de Rhodes après la capitulation ; 6 520 sont portés disparus après la guerre. La plupart d'entre eux sont morts dans le naufrage des navires qui les transportaient en Grèce, d'autres sont morts de faim dans les camps de prisonniers allemands de l'île (la famine a également gravement touché la population civile de Rhodes entre 1944 et 1945). Quatre-vingt-dix ont été exécutés après la reddition, dont quarante sans jugement. L'amiral Campioni, initialement emprisonné dans un camp de prisonniers de guerre en Pologne, fut ensuite remis aux autorités de la RSI, jugé et exécuté pour avoir défendu Rhodes contre l'invasion allemande.
Des épisodes isolés de résistance se poursuivent pendant l'occupation allemande, tant par des civils grecs que par des Italiens ayant échappé à la capture ; le sergent Pietro Carboni de la marine italienne, aidé d'un civil italien et d'un carabinier, s'est caché dans la partie intérieure de l'île et a commis plusieurs actes de sabotage contre les forces allemandes, jusqu'à ce qu'il soit découvert et tué le 20 décembre 1944 (il est décerné à titre posthume la Médaille d'or de la vaillance militaire).